# Böyük Kährizli
Böyük Kährizli (azerbajdzjanska: Böyük Kəhrizli; tidigare ryska: Бёюк Кягризли: Bjojuk Kjagrizli) är en ort i Azerbajdzjan.   Den ligger i distriktet Ağcabädi, i den centrala delen av landet, 240 km väster om huvudstaden Baku. Böyük Kährizli ligger 148 meter över havet och antalet invånare är 613.
Terrängen runt Böyük Kährizli är platt. Närmaste större samhälle är Ağdam, 19,7 km väster om Böyük Kährizli.
Trakten runt Böyük Kährizli består till största delen av jordbruksmark. Runt Böyük Kährizli är det ganska tätbefolkat, med 139 invånare per kvadratkilometer.